# Карел Стейнер
Карел Стейнер (чеськ. Karel Steiner, нар. 26 січня 1895, Бубенеч, Прага — пом. 29 квітня 1934) — чехословацький футболіст, що грав на позиції захисника. Відомий виступами за команди «Вікторія» (Жижков) і «Спарта» (Прага). У складі обох клубів був чемпіоном Чехословаччини. Гравець національної збірної Чехословаччини, учасник Олімпійських ігор 1920.

## Початок кар'єри. «Вікторія». Війна
Народився 26 січня 1895 року у містечку Бубенеч, що на той момент було передмістям Праги (з 1922 року Бубенеч став частиною Праги). У 18 років молодий студент і здібний футболіст пропонував свої послуги «Спарті», але не був прийнятий у команду.
Натомість, футболіста прийняла «Вікторія» із Жижкова, де Стейнер швидко став провідним гравцем, виступаючи на позиції захисника в парі з Густавом Звелебілом. Два роки поспіль клуб здобував перемогу у кубку милосердя в 1913 і 1914 роках. Обидва рази команда перемагала «Славію» з рахунками 2:0 і 1:0 відповідно. З початком Першої світової війни багато гравців «Вікторії» відправились в армію. Стейнер був одним з наймолодших в основі клубу і не потрапив до перших хвиль мобілізації. 1916 року став втретє володарем кубка милосердя. Досить сильно оновлений склад «Вікторії» переміг з рахунком 3:0 «Спарту», а Карел забив х пенальті третій гол у матчі.
Незабаром Стейнер таки опинився на фронті і потрапив у російський полон. Повернувся після війни в 1918 році і продовжив виступати за «Вікторію». Клуб переживав важкі часи 
У 1920 році отримав запрошення до національної збірної Чехословаччини, що вирушала на Олімпійські ігри. 1921 року з «Вікторією» став переможцем кубка Середньої Чехії. У фіналі команда здолала з рахунком 3:0 непереможну «Залізну Спарту» (у двох попередніх розіграшах «Вікторія» програвала «Спарті» 0:2 і 1:5).

## Виступи за «Спарту»
У 1923 році Стейнер таки отримав запрошення від «Спарти», що того року вп'яте поспіль стала переможцем Середньочеської ліги, неофіційного чемпіонату країни. У жовтні 1923 року Карел вдруге став переможцем Кубка Середньої Чехії. «Спарта» зі Стайнером у складі з рахунком 3:1 перемогла «Славію». У грудні вирушив з командою в іспанське турне. У одному з матчів турне проти «Атлетіка» з Більбао отримав травму коліна, заліковувати яку повернувся до «Вікторії».
Перший у Чехословаччині професіональний футбольний чемпіонат 1925 року Стейнер провів у складі «Спарти», що посіла друге місце. Карел зіграв лише в одному матчі, програючи конкуренцію Антоніну Гоєру і Антоніну Пернеру. Наступного року Стейнер потрапляв у склад частіше — 12 проведених матчів з 22, а його команда здобула чемпіонське звання. Осінню 1926 року поїхав з командою в турне в США, де команда зіграла 12 матчів, 7 з яких виграла. 
Гравцем основи Карел був у 1927 році, коли важку травму отримав Гоєр. У тандемі з Пернером він відіграв короткий чемпіонат 1927 року, що приніс клубу друге поспіль «золото», а також перші два раунди новоствореного Кубка Мітропи. «Спарта» пройшла «Адміру» (Відень) і «Хунгарію» (Будапешт) і дісталась фіналу. У вирішальних переможних матчах проти віденського «Рапіду» грав молодий Ярослав Бургр, а Стейнер залишив команду, повернувшись до «Вікторії».

## Повернення до «Вікторії»
У сезоні 1927-28 років «Вікторії» вдалося перервати гегемонію клубів «Спарта» і «Славія» і здобути свою історичну єдину перемогу в чемпіонатах Чехословаччини. Клуб із Жижкова жодного разу не програв прямим конкурентам (зі «Славією» зіграли 2:2 і 4:3, зі «Спартою»   — 5:3 і 1:1) і заслужено став чемпіоном. Для Стейнера це було третя поспіль перемога в чемпіонаті, завойована в складі двох різних клубів. Він був провідним гравцем своєї команди, виступаючи в захисті у парі з Франтішеком Стегліком.
Влітку 1928 року «Вікторія», як чемпіон Чехословаччини, взяла участь у Кубку Мітропи. В 1/4 фіналу чехословацький клуб зустрічався з представником Югославії клубом «Граджянскі» (Загреб). Несподівано поступившись у Загребі 2:3, «Вікторія» взяла впевнений реванш вдома — 6:1, а один з м'ячів на 55-й хвилині забив Стейнер. У півфіналі суперником команди з Жижкова став віденський «Рапід». У першій грі Карел на 9-й хвилині з пенальті відкрив рахунок у матчі, а його команда перемогла з рахунком 4:3. Матч-відповіді завершився мінімальною поразкою 2:3, тому для виявлення переможця був призначений додатковий матч, перемогу в якому здобули досвідченіші австрійці  — 1:3. Стейнер зіграв у всіх п'яти матчах турніру, а загалом у 1927—1928 роках у Кубку Мітропи на його рахунку 9 матчів і 2 голи.
Наступного сезону «Вікторія» стала другою в чемпіонаті, але здобула перемогу в Кубку Середньої Чехії, перегравши у фіналі з рахунком 3:1 «Лібень». Ще одну перемогу в Середньочеському кубку Стейнер святкував у 1933 році, коли клуб із Жижкова переміг у фіналі «Спарту» з рахунком 2:1.
У 1934 році у віці 39 років, 2 місяці і 13 днів Стейнер забив свій останній гол у лізі. Лише на початку 50-х Йозефу Біцану вдасться перевершити цей показник і забити ще в поважномішу віці. У своєму останньому матчі він допоміг «Вікторії» здобути нічию з клубом «Жиденіце», прямим конкурентом в боротьбі за виживання. Наступна гра проти «Спарти» ставала вирішальною для клубу, але Карел не зумів допомогти своїй команді. З менінгітом він був доставлений у лікарню, де й помер 29 квітня 1934 року. На той момент йому було трохи більше 39 років, він продовжував стабільно грати і встиг у тому чемпіонаті забити 4 голи. Без свого лідера «Вікторія» у підсумку завершила чемпіонат на передостанньому місці і вперше вилетіла з елітного дивізіону. Загалом у складі «Вікторії» у першій лізі Стейнер провів 84 матчі і забив 15 голів. Сучасники називали Стайнера одним з найкращих захисників свого часу, відзначали його тактично грамотну, неквапливу гру, відмінну техніку і футбольний інтелект, а також потужний удар з правої ноги, завдяки якому він немало забивав, як для захисника. 

## Виступи за збірну
Перші матчі національної збірної Чехословаччини, які зараз вважаються офіційними, були проведені в 1920 році. Але різні матчі збірної Богемії-Чехії, збірної Праги проводились регулярно і раніше. Наприклад, в 1914 році шість гравців «Вікторії», серед яких і Стейнер, були запрошені в збірну Богемії (Чехії) для матчів проти збірної Німецького союзу Чехії. Обидва поєдинки Богемія виграла — 3:0 в Празі і 2:0 в Тепліце. В тому ж році Стейнер грав у міжнародному товариському матчі за збірну Богемії, яка перемогла збірну другого дивізіону Австрії з рахунком 5:0.
В 1919 році збірна Чехословаччини була учасником Міжсоюзницьких ігор, великих спортивних змагань, що були організовані країнами-переможцями в Першій світовій війні. Участь у змаганнях брали діючі і колишні військові збройних сил своїх країн. Чехословаччину представляли провідні футболісти найсильніших клубів країни — празьких «Спарти» і «Славії», а також «Вікторії» з Жижкова. Втім, матчі турніру не входять до офіційного реєстру ФІФА. Ігри проводились у Парижі на новозбудованому стадіоні Першинг. Основною парою захисників збірної в перших матчах турніру були Антонін Гоєр і Мирослав Поспішил. Але через травму Гоєра, в третьому матчі групи проти Канади (3:2) грав Стейнер. Чехословаччина виграла групу Б, здобувши три перемоги, і в фіналі перемогла збірну Франції з рахунком 3:2. У фіналі Стейнер не грав, а на позиції другого захисника виступав Антонін Янда.
У 1920 році Йозеф потрапив у заявку національної збірної, що брала участь у Олімпійських іграх 1920 у Антверпені. Вперше вийшов на поле у чвертьфінальній грі проти Норвегії (4:0), змінивши в основному складі захисника «Спарти» Мирослава Поспішила. Починаючи з цього матчу незмінно грав у парі з Антоніном Гоєром, своїм майбутнім партнером по «Спарті». У півфіналі Карел відзначився забитим голом на 70-й хвилині матчу проти збірної Франції (4:1). Фінальну гру проти господарів бельгійців чехословацька команда не дограла, залишивши поле за рахунку 0:2 через упереджене суддівство. Останньою краплею стало якраз вилучення Карела Стейнера на 38-й хвилині матчу за фол проти нападника бельгійців, після чого капітан збірної Чехословаччини Карел Пешек вивів свою команду з поля. У підсумку Чехословаччина була дискваліфікована і не отримала навіть срібних медалей.
Наступного разу Стейнер зіграв у збірній у 1924 році проти Румунії (4:1). 1925 року вдруге відзначився забитим голом у грі проти збірної Югославії (7:0). Регулярно грав за команду в 1927 році. Тоді ж забив з пенальті свій третій гол у ворота Угорщини. Одну зі своїх найкращих ігор за збірну Карел провів проти Австрії у Відні. Пара захисників Стейнер-Пернер не дала розвернутись молодим зіркам австрійців Маттіасу Сінделару і Антону Шаллю, завдяки чому чехословацька команда здобула виїзну перемогу з рахунком 2:1.
Загалом у 1920—1930 роках провів у складі головної команди країни 14 матчів і забив три голи.

## Титули і досягнення
- Володар кубка Мітропи:

«Спарта»: 1927
- Чемпіон Чехословаччини:

«Спарта»: 1925-26, 1927
«Вікторія»: 1927-28
- Срібний призер чемпіонату Чехословаччини:

«Спарта»: 1925
«Вікторія»: 1928-29
- Володар Кубка милосердя:

«Вікторія»: 1913, 1914, 1916
- Володар кубка Середньої Чехії:

«Вікторія»: 1921, 1929, 1933
«Спарта»: 1923
- Переможець Міжсоюзницьких ігор:

Чехословаччина (військова): 1919
- Фіналіст Олімпійського футбольного турніру:

Чехословаччина: 1920

## Статистика виступів

### Статистика виступів за збірну
| Дата       | Місто     | Господарі      | Результат | Гості          | Турнір                   | Голи | Примітки |
| ---------- | --------- | -------------- | --------- | -------------- | ------------------------ | ---- | -------- |
| 29.08.1920 | Брюссель  | Чехословаччина | 4 – 0     | Норвегія       | Олімпійські ігри – 1/4   | -    |          |
| 31.08.1920 | Антверпен | Чехословаччина | 4 – 1     | Франція        | Олімпійські ігри – 1/2   | 1    |          |
| 02.09.1920 | Антверпен | Бельгія        | 2 – 0     | Чехословаччина | Олімпійські ігри – фінал | -    | 39       |
| 31.08.1924 | Прага     | Чехословаччина | 4 – 1     | Румунія        | товариський матч         | -    |          |
| 28.10.1925 | Прага     | Чехословаччина | 7 – 0     | Югославія      | товариський матч         | 1    |          |
| 02.01.1927 | Льєж      | Бельгія        | 2 – 3     | Чехословаччина | товариський матч         | -    |          |
| 20.02.1927 | Мілан     | Італія         | 2 – 2     | Чехословаччина | товариський матч         | -    |          |
| 20.03.1927 | Відень    | Австрія        | 1 – 2     | Чехословаччина | товариський матч         | -    |          |
| 24.04.1927 | Прага     | Чехословаччина | 4 – 1     | Угорщина       | товариський матч         | 1    |          |
| 26.05.1927 | Прага     | Чехословаччина | 4 – 0     | Бельгія        | товариський матч         | -    |          |
| 28.10.1927 | Прага     | Чехословаччина | 5 – 3     | Югославія      | товариський матч         | -    |          |
| 27.10.1928 | Прага     | Чехословаччина | 3 – 2     | Польща         | товариський матч         | -    |          |
| 28.10.1928 | Прага     | Чехословаччина | 7 – 1     | Югославія      | товариський матч         | -    |          |
| 23.03.1930 | Прага     | Чехословаччина | 2 – 2     | Австрія        | товариський матч         | -    |          |
| Усього     |           | Матчів         | 14        |                | Голів                    | 3    |          |